# Gabriele Salviati
Gabriele Salviati (Bologna, 29 marzo 1910 – 16 ottobre 1987) è stato un velocista italiano, medaglia di bronzo con la staffetta 4×100 metri ai Giochi olimpici di Los Angeles 1932.

## Biografia
Nato a Bologna, in una famiglia borghese da Zelinda Nicoli, maestra elementare e Attilio Salviati, laureato in letterature antiche e paleografo. Si appassiona all'atletica leggera ed entra a far parte della società Virtus Bologna a soli 12 anni. 
Dopo alcuni successi nelle categorie giovanili, il primo importante risultato assoluto arriva nel 1930, quando ottiene il primo posto nei 100 metri piani durante i campionati italiani universitari a Firenze, con un tempo di 11"0.
Nel 1932 prende parte ai Giochi olimpici di Los Angeles come secondo frazionista della staffetta 4×100 metri, conquistando la medaglia di bronzo con un tempo di 41"2. Gli altri tre componenti della staffetta erano Giuseppe Castelli,
Ruggero Maregatti e Edgardo Toetti.

## Palmarès
| Anno | Manifestazione  | Sede        | Evento      | Risultato | Prestazione | Note |
| ---- | --------------- | ----------- | ----------- | --------- | ----------- | ---- |
| 1932 | Giochi olimpici | Los Angeles | 4×100 metri | Bronzo    | 41"2        |      |

## Campionati nazionali
1930
- Oro ai campionati italiani universitari, 100 m piani - 11"0

1932
- Argento ai campionati italiani assoluti, 100 m piani
- Oro ai campionati italiani assoluti, staffetta 4x200 m - 1'32"2/5
- Oro ai campionati italiani assoluti, staffetta 4x100 m - 43"1/5